# Brody (Gutów)
Brody – osada wsi Gutów w Polsce, położona w województwie mazowieckim, w powiecie radomskim, w gminie Jedlińsk.
W latach 1975–1998 osada administracyjnie należała do województwa radomskiego.